# Quilombo Alto Ipixuna
Alto Ipixuna é uma comunidade remanescente de quilombo, população tradicional brasileira, localizada no município brasileiro de Gurupá, no Pará.
A comunidade Alto Ipixuna faz parte de uma área quilombola maior, denominada Gurupá, que é formada por uma população de 300 famílias, distribuidas em uma área de 83.437,1287 hectares. O território foi certificado como remanescente de quilombo (reminiscências históricas de antigos quilombos) em 2004, pela Fundação Cultural Palmares.
Esta comunidade teve o Título de Reconhecimento de Domínio Coletivo do seu território publicado no dia 20 de julho de 2000, pelo  Instituto de Terras do Pará (Iterpa), em uma publicação de reconhecimento dos territórios das comunidades Remanescentes do Quilombo em prol da Associação dos Remanescentes de Quilombo de Gurupá (ARQMG), que engloba as comunidades  Alto Ipixuna, Bacá do Ipixuna, Santo Antônio Camutá do Ipixuna, Carrazedo, Flexinha, Gurupá-Mirim, Jocojó, que integram a área territorial denominada "Gurupá", com uma área total de 83.437,1287 hectares.

## Tombamento
O tombamento de quilombos é previsto pela Constituição Brasileira de 1988, bastando a certificação pela Fundação Cultural Palmares:
Art. 216. Constituem patrimônio cultural brasileiro os bens de natureza material e imaterial, tomados individualmente ou em conjunto, portadores de referência à identidade, à ação, à memória dos diferentes grupos formadores da sociedade brasileira [...]

§ 5º Ficam tombados todos os documentos e os sítios detentores de reminiscências históricas dos antigos quilombos.
Povos Tradicionais ou Comunidades Tradicionais são grupos que possuem uma cultura diferenciada da cultura predominante local, que mantêm um modo de vida intimamente ligado ao meio ambiente natural em que vivem. Através de formas próprias: de organização social, do uso do território e dos recursos naturais (com relação de subsistência), sua reprodução sócio-cultural-religiosa utiliza conhecimentos transmitidos oralmente e na prática cotidiana.
Como menciona o Título de Reconhecimento de Domínio do território dessas comunidades, essas áreas se destinam
às atividades agroextrativistas, agropecuárias e de preservação do meio ambiente de modo a garantirem a auto-sustentabilidade das comunidades remanescentes beneficiárias, objetivando a sua preservação em seus aspectos social, cultural e histórico, segundo o disposto nos art. 215 e 216 da Constituição Federal.